# 二色裂唇魚
二色裂唇魚（学名：Labroides bicolor），又名雙色裂唇魚、清潔魚、魚医生、兩色擬隆鯛、兩色倍良、墨水龙、柳冷仔，为輻鰭魚綱鱸形目隆頭魚亞目隆頭魚科裂唇魚屬下的一个种，分布於印度太平洋區，從東非至法屬波里尼西亞，北起日本南部，南迄豪勳爵島海域，棲息深度2－40公尺，體長可達15公分，棲息在珊瑚礁和潟湖，具領域性，會啄食其他魚類身上的寄生蟲，生活習性不明，可作為觀賞魚。
种名 bicolor 意为“二色的”。